# Font del carrer Capdevila
La Font del carrer Capdevila és una obra situada al carrer Capdevila del Centre Històric de la Seu d'Urgell (Alt Urgell) protegida com a Bé Cultural d'Interès Local.

## Descripció
La font del carrer Capdevila es troba adossada a Can Moncasi, per la seva paret de tancament. Es tracta d'una font de pedra, constituïda per diferents parts. En la part superior, la font presenta inscripcions i baixos relleus, així com els dos orificis de sortida d'aigua. Destacar el relleu de les dues figures humanes que s'ubiquen dins una forma circular, i que podrien representar a la Verge i el Nen Jesús.